# Prosype juniperi
Prosype juniperi är en skalbaggsart som beskrevs av Holzschuh 1993. Prosype juniperi ingår i släktet Prosype och familjen långhorningar. Inga underarter finns listade i Catalogue of Life.